# مونیک شومت
مونیک شومت (فرانسوی: Monique Chaumette‎؛ زادهٔ ۴ آوریل ۱۹۲۷) بازیگر اهل فرانسه است.
از فیلم‌ها یا برنامه‌های تلویزیونی که وی در آنها نقش داشته‌است می‌توان به سورچرانی بزرگ، حادثه‌ای در ترن، صورتک‌ها، روح کلاهدوز، بیوه کودرک، ظرافت، اعتراف و تنها در برلین اشاره کرد.